# Livin' Off Layla
Livin' Off Layla è il quinto album dei Love/Hate, pubblicato nel 1997 per l'etichetta discografica SK-9 Records.

## Tracce
1. Driver
2. Walk On
3. Wire
4. Low Branches
5. Hit The Wall
6. Rubberina
7. Explode
8. Downer
9. Boom Boom Room
10. Thousand Faces
11. Wish I Had More Time
12. It Shines

## Formazione
- Jizzy Pearl - voce
- Marq Torien - voce
- Jon E. Love - chitarra
- Skid - basso
- Joey Gold - batteria